# Conchotopoda brunneri
Conchotopoda brunneri is een rechtvleugelig insect uit de familie sabelsprinkhanen (Tettigoniidae). De wetenschappelijke naam van deze soort is voor het eerst geldig gepubliceerd in 1900 door Kirby.
1. ↑  (en) Conchotopoda brunneri op de IUCN Red List of Threatened Species.